# Martín Rivas (calciatore 1992)
Roberto Martín Rivas Tagliabúe, noto semplicemente come Martín Rivas (Rivera, 14 marzo 1992), è un calciatore uruguaiano, difensore svincolato.

## Caratteristiche tecniche
È un terzino sinistro.

## Carriera
Cresciuto nel settore giovanile del Montevideo Wanderers, ha esordito in prima squadra l'11 novembre 2012 disputando l'incontro di Primera División Profesional vinto 3-0 contro il Racing Montevideo.